# Gymnasium Heepen
Das Gymnasium Heepen ist eine im Jahr 1966 gegründete öffentliche Schule der Stadt Bielefeld im dortigen Stadtteil Heepen. Die Schule ist fünf-zügig und wird von ca. 960 Schülern besucht mit einem Kollegium von  ca. 115 Lehrkräften. Es bildet zusammen mit der Realschule Heepen ein Schulzentrum. Trotz gleicher städtischer Trägerschaft beider Schulen sieht sich das Gymnasium zumeist als unabhängig von der Realschule an. Seit dem Schuljahr 2009/2010 findet der Unterricht am Gymnasium Heepen im geschlossenen Ganztag statt.

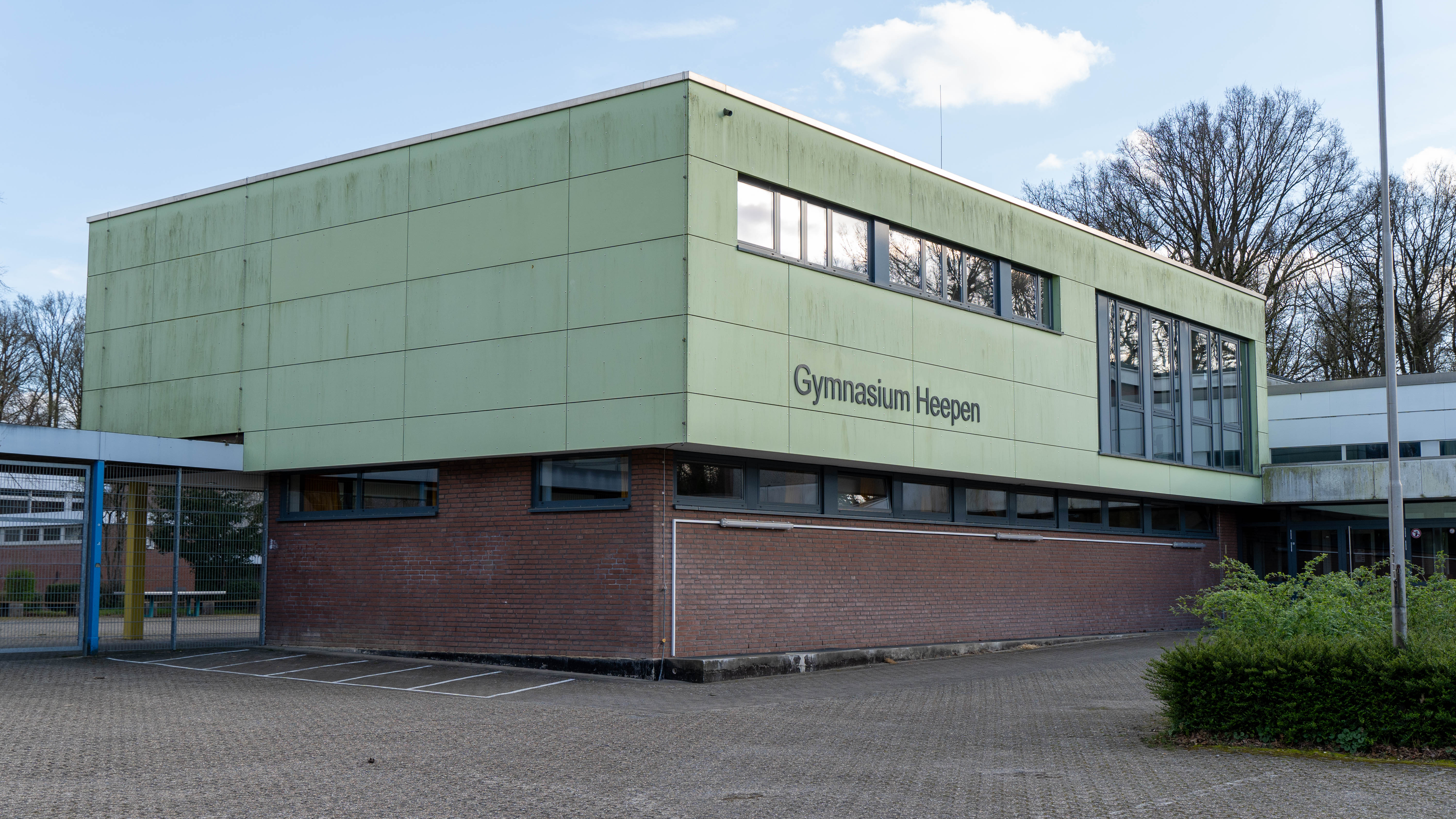
Standort B in den Gebäuden der ehemaligen Hauptschule Heepen

## Pädagogisches Konzept

### Bilingualität
Das Gymnasium Heepen hat seit 1989 einen wählbaren bilingualen Zweig. Schüler müssen die Entscheidung über die Teilnahme hieran schon vor Schulantritt treffen, ein neu vorgestelltes Konzept soll dies jedoch bald ändern und die Entscheidung auf die Jahrgangsstufen 5 und 6 verlagern. In der Regel gibt es 1–2 Klassen pro Jahrgang, welche bilingual unterrichtet werden. Das bedeutet, dass diese Schüler ab der 7. Klasse eine Stunde zusätzlichen Englischunterricht erhalten und ab der Mittelstufe die Gesellschaftswissenschaften Erdkunde, Politik (später Sozialwissenschaften) und Geschichte ebenfalls auf Englisch unterrichtet werden. Ab der Einführungsphase (10. Klasse bzw. nach dem G9-Umstieg 11. Klasse), also dem Antritt in die Oberstufe, kann jeder Schüler frei wählen, ob er weiterhin bilingualen Unterricht erhalten möchte.
Für ein bilinguales Abitur muss ein Schüler ab der Qualifikationsphase (11. Klasse bzw. 12. Klasse) das Fach Englisch als Leistungskurs wählen, und als drittes und/oder viertes Abiturfach eine der Gesellschaftswissenschaften als bilingualen Grundkurs wählen.

## Grünasium
Das Projekt „Grünasium“ ist eine schülergestützte Aktion, welche 2011 ins Leben gerufen wurde um den Schulhof zu verschönern bzw. zu gestalten. Es umfasst die Grundidee „Grünasium 1.0“ und hat sich über „Grünasium 2.0“, den Bau einer Vogelallee zu dem derzeit aktuellen „Grünasium 3.0“ entwickelt.

### Gewonnene Preise
Die Aktion „Grünasium“ wurde primär mit den folgenden Preisgeldern gefördert:
- 1. Platz bei Bundes-Wettbewerb Galabau-Olympiade
- Bundes-Wettbewerb DKHW
- 4. Platz Carolinen-Umweltpreis
- ECO-Award Bielefeld
- Auszeichnung „Schule der Zukunft“
- 1. Platz bei Landes-Wettbewerb Schule trifft Landschaftsgärtner[8]

## Austausche und Partnerschaften
Das Gymnasium Heepen besitzt eine Partnerschaft mit der dem Collège Notre Dame du Bon Conseil in Oullins (Lyon, Frankreich), mit welchem seit 1984 regelmäßig Austausche durchgeführt werden. Dieser Schüleraustausch feierte 2014 sein 30-jähriges Bestehen.
Seit 1988 werden mit der Amal High-School Itzhak Rabin in Nahariya (Israel), welche eine Partnerstadt der Stadt Bielefeld ist, Austausche durchgeführt. Diese mussten zwischenzeitlich unterbrochen werden, aufgrund anhaltender Konflikte Israels und Palästinas.
Weitere, teils unregelmäßige Austausche werden mit einer Partnerschule in Deyang, Sichuan (China), das Lyzeums Filomata in Gliwice (Polen), sowie Schulen in Oakland, Maryland (USA) durchgeführt.

## Sonstiges

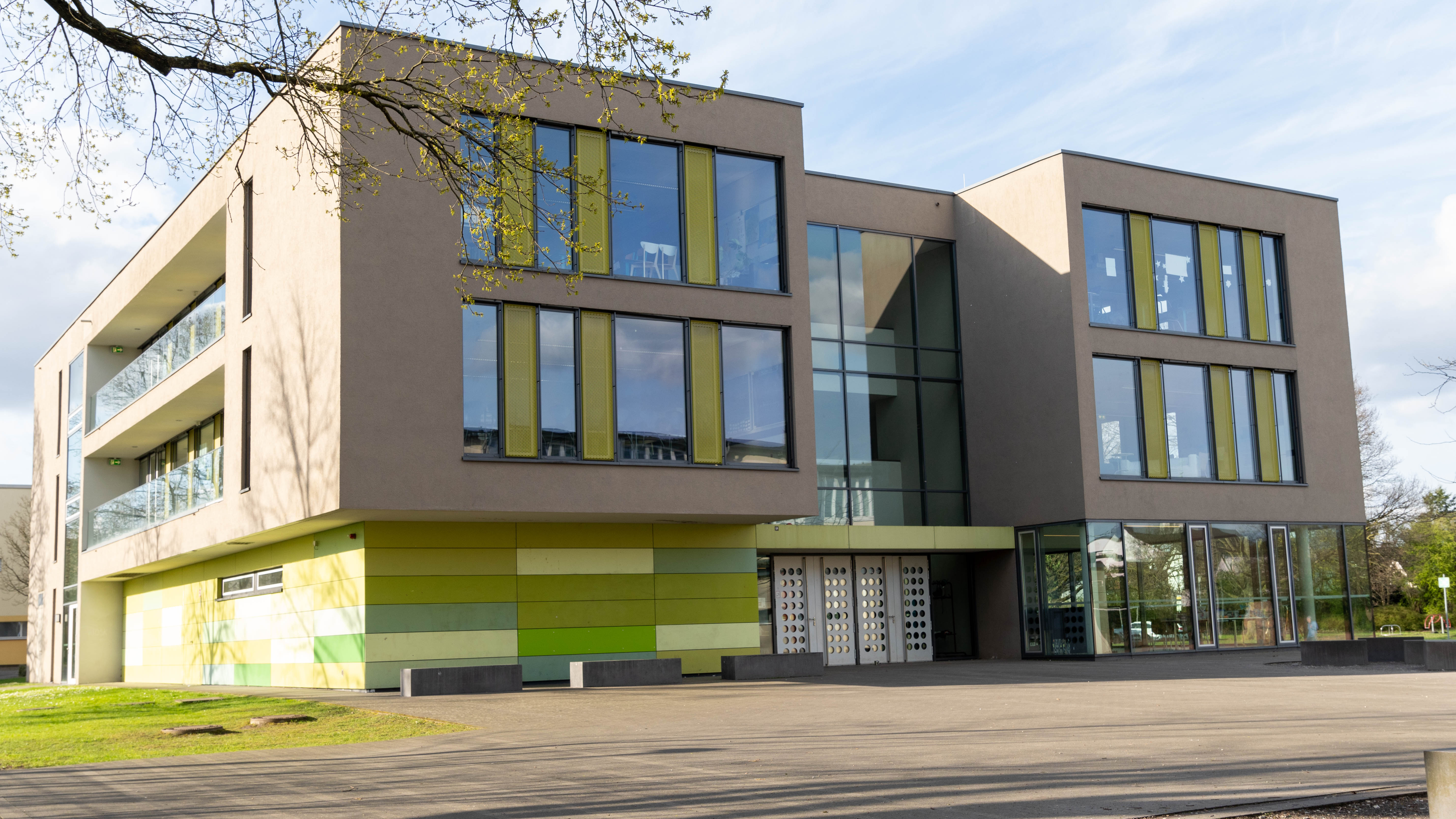
Neubau des Schulzentrums Heepen

Zur Einführung des geschlossenen Ganztages wurde ein Neubau errichtet, welcher außer einer Mensa ebenfalls Unterrichtsräume auf zwei Etagen besitzt. Dieses Gebäude wird im Zuge des Schulzentrums zusammen mit der Realschule Heepen genutzt. Mittlerweile wird auch das Gebäude der ehemaligen Hauptschule Heepen als Standort für die Oberstufe benutzt und soll, zusammen mit dem Hauptstandort, bis 2027 saniert werden.

## Ehemalige Lehrer
- Gabriele Behler

## Bekannte ehemalige Schüler
- Wiglaf Droste (1961–2019), Satiriker; sein Bruder Beowulf Droste lehrt an selbiger Schule
- Frank Hilker (* 1969), Politiker (SPD)
- Philipp Bruck (* 1989), Ingenieur und Politiker (Bündnis 90/Die Grünen)